# Bodegas Castillo de Peralada
Bodegas Castillo Peralada es una empresa vitivinícola y de cava de origen español. La empresa tiene su sede en Perelada, provincia de Gerona.
En sus bodegas subterráneas, la elaboración del vino es una actividad cuyos orígenes se remontan al menos al siglo XIV, tal y como lo atestiguan varios documentos y pergaminos de la época que se conservan en la biblioteca del castillo. Estas bodegas siguen hoy en funcionamiento, siendo en ellas donde todavía se elabora el Cava Gran Claustro.

## Historia
Construido en el siglo XIV por los vizcondes de Rocabertí, el castillo se alza junto a la iglesia del Carmen y un monasterio en el que se encuentra uno de los pocos claustros góticos de Cataluña.
En 1923, el conjunto monumental del Castillo de Peralada fue adquirido por Miguel Mateu Pla, quien revitalizó la tradición enológica de la zona. En el Ampurdán, la región vitivinícola más antigua de la península ibérica, el cultivo de la vid era conocido ya cinco siglos antes de Jesucristo, cuando los antiguos griegos recalaron en el abrigado Golfo de Rosas para establecerse y fundar allí la colonia de Ampurias.
El reconocimiento internacional de los vinos Castillo Peralada llega en 1959 cuando, con motivo de la visita a España del presidente Eisenhower, Miguel Mateu, recibe el encargo de seleccionar un cava para el banquete de recepción. Don Miguel eligió para la ocasión una pequeña reserva propia que tuvo un rotundo éxito. De allí surge la idea de comercializar un cava de altísima calidad, lo que daría lugar al nacimiento del mítico Gran Claustro.
Otro momento clave en la historia de la bodega se produjo en 1960, a raíz del importante éxito del Champán Rosado de Castillo Peralada en los mercados internacionales, particularmente en Gran Bretaña, los principales productores de esta región francesa (Bollinger, Charles Heidsieck, Monopole, Krug, Lanson, Louis Roederer, Merant, Möet & Chandon, Mumm, Perier Jouet, Pol Roger y Veuve Clicquot) decidieron recurrir a los tribunales para obtener la exclusividad en el uso del nombre de su zona geográfica. Y lo consiguieron, por lo que desde entonces los productores de otras zonas vitivinícolas han tenido que buscar denominaciones alternativas. En el caso español, la D.O. Cava.  En cualquier caso, lejos de perjudicar a Castillo Peralada, el pleito supuso una beneficiosa publicidad gratuita para la marca. 
En la Denominación de Origen Ampurdán, Castillo Peralada cuenta con unas 150 hectáreas de viñedos en cultivo que se reparten en cinco parcelas: GARBET, MALAVEÏNA, LA GARRIGA, PONT DE MOLINS y ESPOLLA. La variedad de suelos, el clima mediterráneo con la influencia del mar y vientos como la famosa Tramontana, conforman la clave del característico sabor de los vinos cultivados por Castillo Peralada (D.O. Ampurdán).
La compra en 1979 de una bodega en Villafranca del Penedés, centro neurálgico de la Denominación de Origen, permitió a Castillo Peralada ampliar su capacidad de producción y situarse entre los principales elaboradores de cava. Con la incorporación de las bodegas Cims de Porrera y Casa Gran del Siurana, Castillo Peralada extiende su actividad vitivinícola a la D.O.Q. Priorat (Priorato). Cims de Porrera elabora vinos de variedades autóctonas procedentes de viñas viejas: Cims de Porrera Clàssic Caranyena, Cims de Porrera Clàssic Garnatxa y Solanes. Mientras, en Casa Gran del Siurana se utiliza una combinación de viñedos autóctonos e internacionales para elaborar unos vinos de corte más moderno: Cruor, Gran Cruor y GR-174.

## Productos
Sus vinos y cavas más característicos son los siguientes:
- Vinos Jóvenes: Castillo Peralada Blanc de Blancs y Rosado.
- Vinos Varietales: Castillo Peralada Cabernet Sauvignon (tinto y rosado), Garnatxa Blanca, Sauvignon Blanc y Chardonnay.
- Vinos de finca: Finca La Garriga, Finca Espolla, Finca Malaveïna, Finca Garbet. Castillo Peralada 3 fincas Crianza y 5 fincas Reserva.
- Vinos Gran Claustro.
- Vinos de colección: Castillo Peralada Ex Ex.
- Vinos de Homenaje: Castillo Peralada Balduino y Fabiola, Don Miguel Mateu, Torre Galatea Reserva y Vinos del Festival de Música Castell de Peralada.
- Cavas de Selección: D.O. cava. Brut Reserva, Brut Rosado, Seco y Semi Seco.
- Cavas Brut Nature y Brut Nature Chardonnay.
- Cavas Cuvée: Brut Nature Cuvée Especial y Brut Rosado Cuvée Especial
- Cavas Gran Claustro.
- Cava Torre Galatea.

## Premios y Menciones
- Medallas de oro en la V Sélection Mondiale des Vins, Alcohol et Liqueurs de París,
- Medallas de oro en Decanter World Wine Awards[4] (Reino Unido)
- Gran Medalla de oro en Mundus Vini[5] (Alemania)
- Medallas de oro en el Challenge International du Vin[6] (Francia)
- Medallas de oro en el Concours Mondial de Bruxelles[7] (Bélgica)
- Medallas de oro en Vinalies Internationales[8] (Francia)
- Dos vinos ganadores de La Nariz de Oro[9] (España)
- Varios Bacchus de Oro[10] (España)

## Responsabilidad social corporativa
Castillo Peralada forma parte del holding empresarial de la familia Suqué Mateu Grup Peralada, el cual invierte a través de su fundación aproximadamente 1,5 millones de euros anuales en actuaciones de responsabilidad social corporativa: mecenazgo cultural (para sufragar el déficit del Festival Castell de Peralada), aportaciones realizadas a la Fundación Gran Teatre del Liceu, la Fundación Catalana del Síndrome de Down, la Fundación Privada de Estudios e Investigación Oncológica, la Fundació Marató de TV3, la Cátedra Ethos de la Universidad Ramon Llull, los comedores sociales y el Casal d'Avis de Ciutat Vella de Barcelona.
Desde 1995 el Castillo Peralada ha realizado un programa de reintroducción de las cigüeñas en el castillo y en el parque natural. Un vino que lleva por nombre esta especie (Cigonyes) hace referencia a este programa.